# Explosión en Acra en 2015
El 4 de junio de 2015, una explosión y un incendio se produjo en una estación de servicio en la ciudad capital de Ghana, Acra, matando a más de 200 personas.

## Explosión
La estación perteneciente a la compañía Ghana Oil Company ubicada en la zona céntrica de la ciudad, estaba siendo utilizada como refugio por las fuertes lluvias y las inundaciones que estaban afectando la ciudad. La estación de servicio estaba lleno de personas, coches y autobuses, a la espera de salir a sus diversos destinos cuando se produjo la explosión. La fuente de la explosión se desconoce, aunque se cree que se ha producido en los tanques de combustible de la estación. Un sobreviviente declaró que la electricidad se había cortado antes de la explosión, pero después se restauró y ocurrió la explosión. Unas 96 personas que estaban refugiadas en la estación fallecieron por el incendio posterior.
Debido a las inundaciones, el agua se había mezclado con el combustible, y cuando los tanques explotaron, el agua exacerbó la propagación del fuego a los edificios cercanos, matando a más personas. La precipitación en curso y las inundaciones complicaron los esfuerzos de rescate y apagado del fuego. Así que muchos cuerpos fueron trasladados al Hospital Militar 37, el mayor hospital especializado en Ghana, que llegó a tener la morgue abrumada.

## Reacciones
El presidente de Ghana, John Dramani Mahama visitó el lugar, y anunció tres días de duelo por los fallecidos y un fondo de recuperación de 14,5 millones de dólares estadounidenses para la recuperación de las áreas afectadas. También declaró que iba a presionar por una legislación para iniciar la construcción de vías de agua con el fin de prevenir este tipo de accidentes.
Fue el peor desastre en el país desde 2001, cuando 127 personas fueron aplastadas en una estampida durante un partido de fútbol en el Estadio Ohene Djan.
El cardenal Secretario de Estado de la Santa Sede Pietro Parolin, en nombre del Papa Francisco, envió un telegrama con condolencias para las víctimas.